# Distemper
A Distemper egy moszkvai ska-punk zenekar. 1989-ben alakultak és Oroszországon kívül is nagy sikereket értek el.

## Történet
A Distempert 1989 szeptember 4-én alapították Moszkvában. Eleinte hardcore punk stílusban zenéltek, két évvel megalapulásuk után megjelent első nagylemezük, de nem voltak sikeresnek mondhatóak. 1992-ben Dazent csatlakozott a zenekarhoz a maga karakterisztikus, rekedtes hangjával, mint énekes, majd 1993 megjelentettek még egy lemezt. Azzal, hogy az 1995-ben megjelent Город (City) lemezükön megszólaltattak rézfúvósokat, elindultak a ska punk irányzat felé.
Még két lemezt kiadtak, és 1998-ban egész Oroszországban széles körben ismert punk zenekarként, valamint az első orosz ska punk zenekaként tartották számon őket.
A Distemper a rengeteg élő fellépéssel lett igazán ismert. 2002-től rendszeresen turnéztak Európában és Oroszországban. Ekkor már Németországban is ismertek voltak, ezért itt jelent meg a Доброе утро (Good morning) című korong, ami kiváló kritikát kapott. 2003-ban egyik daluk felkerült a Russendisko-Hits lemezre, és egyre nagyobb rajongótáboruk volt, zömmel Németországban. A következő 3 évben több mint 100 fellépésük volt Oroszországon kívül, valamint felléptek olyan nagy fesztiválokon is, mint például a Force Attack (2005-ben és 2007-ben).
Megnyerték a Legjobb Orosz Ska Zenekar címet 2006-ban, majd 2007-es albumuk, a Мир создан для тебя a Rock Alternative Zene Díjat, mint az év albuma.

## Zene
A Distemper zenei stílusa a ska-punk. A gyors és erős punk ütemeket táncolható ska dallamokkal fűszerezik. Az énekes rekedtes hangja egyénivé teszi a hangzást. A mai zenekari felállás általában a dob, basszusgitárból áll, plusz a rézfúvós részlegből, ami egy trombitából és egy harsonából áll.

## Diszkográfia
- 1991: Мы сегодня с Баем (Today we're with Bai) (Sound Age Productions)
- 1993: Ой ду-ду (Oi du-du) (Hobgoblin Rec.)
- 1995: Город (City) (КТР Союз)
- 1997: Face Control (Hobgoblin Rec.)
- 1997: Внатуре! Алё!! Хорош!!! (Live) (Really! Hey!! Enough!!!) (Distemper Records)
- 1999: Ну всё!.. (That's enough!) (Sound Age Productions)
- 2000: Ска-панк шпионы (Ska-punk spies) (BRP Rec.)
- 2001: Доброе утро (Good morning) (BRP Rec. / Distemper Records)
- 2001: Hi! Good morning! (BRP Rec. / Distemper Records)
- 2003: Нам по… ! ([we don't care])(BRP Rec. / Distemper Records)
- 2003: Путеводитель по русскому року (The russian rock guide) (BRP Rec.)
- 2003: Distemper + The Know How (Split)
- 2004: Ska Punk Moscow (BRP Rec.)
- 2005: Подумай, кто твои друзья (Think who're your friends)
- 2006: Distemper & Tarakany — Если парни объединятся ([what] If the guys unite)
- 2006: Ну Всё! (Переиздание 1999) (That's enough! 1999 reissue)
- 2007: Мир создан для тебя (The world's made for you)